# Letizia Borghesi
Letizia Borghesi (Cles, 16 oktober 1998) is een Italiaans wegwielrenster en veldrijdster.
In 2019 won ze de vierde etappe in de Giro Rosa en werd ze zevende in de Brabantse Pijl. In oktober 2023 werd ze elfde op het wereldkampioenschap gravel en eindige ze op plek 28 op het Europese kampioenschap in diezelfde discipline.

## Palmares

### Veldrijden

#### Resultatentabel elite
| Seizoen   |    | WK | EK | IK    |    | Klassementen | Klassementen | Klassementen | Klassementen | Klassementen |       | UCI- ranking |  | Podia | Podia | Podia | Aantal crossen |
| Seizoen   | WB | WK | EK | IK    | SP | Trofee       | TOI          | Swiss        | Goud         | Zilver       | Brons | UCI- ranking |  |       |       |       | Aantal crossen |
| --------- | -- | -- | -- | ----- | -- | ------------ | ------------ | ------------ | ------------ | ------------ | ----- | ------------ |  | ----- | ----- | ----- | -------------- |
| 2023-2024 |    | –  | –  | ↑     |    | –            | –            | –            | –            | –            |       | –            |  | -     | 1     | -     | 1              |
| 2024-2025 |    |    |    | Brons |    |              |              |              |              |              |       |              |  |       |       | 1     | 1              |
| Totaal    |    | –  | –  | –     |    | –            | –            | –            | –            | –            |       | –            |  | -     | 1     | 1     | 2              |

#### Podiumplaatsen elite
| Legenda                       |
| ----------------------------- |
| Wereldkampioenschappen        |
| Continentale kampioenschappen |
| Nationale kampioenschappen    |
| Wereldbeker                   |
| Superprestige                 |
| Trofee                        |
| Overige veldritten            |

| Nr.           | Seizoen       | Datum           | Veldrit                                            | Cat.          | Wedstrijdserie                     |               |
| Overwinningen | Overwinningen | Overwinningen   | Overwinningen                                      | Overwinningen | Overwinningen                      | Overwinningen |
| 2e plaatsen   | 2e plaatsen   | 2e plaatsen     | 2e plaatsen                                        | 2e plaatsen   | 2e plaatsen                        | 2e plaatsen   |
| ------------- | ------------- | --------------- | -------------------------------------------------- | ------------- | ---------------------------------- | ------------- |
| 1.            | 2023-2024     | 14 januari 2024 | Italiaans kampioenschap veldrijden, Cremona        | CN            | Italiaans kampioenschap veldrijden | [ 1 ]         |
| 3e plaatsen   |               |                 |                                                    |               |                                    |               |
| 1.            | 2024-2025     | 12 januari 2025 | Italiaans kampioenschap veldrijden, Fae' di Oderzo | CN            | Italiaans kampioenschap veldrijden | [ 2 ]         |

### Wegwielrennen

#### Overwinningen
2019
4e etappe Ronde van Italië

#### Uitslagen in voornaamste wedstrijden
| Jaar | Ronde van Italië | Ronde van Frankrijk | Ronde van Spanje |
| ---- | ---------------- | ------------------- | ---------------- |
| 2017 |                  |                     |                  |
| 2018 |                  |                     |                  |
| 2019 | 66e (1)          |                     |                  |
| 2020 | 76e              |                     |                  |
| 2021 | 49e              |                     |                  |
| 2022 | 81e              | opgave              | 46e              |
| 2023 | 40e              | 62e                 |                  |
| 2024 | opgave           |                     |                  |
| 2025 |                  | 95e                 | 62e              |

| Jaar | Milaan-San Remo | Gent-Wevelgem | Ronde van Vlaanderen | Parijs-Roubaix | Amstel Gold Race | Luik-Bast.‑Luik | Strade Bianche | Trofeo Alfredo Binda | Ronde van Emilia |
| ---- | --------------- | ------------- | -------------------- | -------------- | ---------------- | --------------- | -------------- | -------------------- | ---------------- |
| 2017 |                 |               | opgave               |                |                  |                 | opgave         | opgave               | 32e              |
| 2018 |                 |               | 50e                  |                |                  |                 |                | 75e                  |                  |
| 2019 |                 | 43e           | opgave               |                |                  | 35e             | buit.tijd      | opgave               | 35e              |
| 2020 |                 |               |                      |                |                  | opgave          | 31e            |                      | 19e              |
| 2021 |                 |               | uitgesl.             |                |                  |                 | opgave         | 40e                  | 6e               |
| 2022 |                 | 65e           | 64e                  | opgave         |                  |                 | 54e            | 30e                  | 16e              |
| 2023 |                 | 16e           | 50e                  | 53e            | opgave           |                 | 40e            |                      |                  |
| 2024 |                 | 45e           | 31e                  | 13e            |                  |                 | opgave         |                      |                  |
| 2025 | 22e             | 28e           | 6e                   | ↑              |                  |                 |                |                      |                  |

## Ploegen
- 2017 –  Servetto Giusta
- 2018 –  BePink
- 2019 –  Aromitalia Vaiano
- 2020 –  Aromitalia Vaiano
- 2021 –  Aromitalia-Basso Bikes-Vaiano
- 2022 –  EF Education-TIBCO-SVB
- 2023 –  EF Education-TIBCO-SVB
- 2024 –  EF-Oatly-Cannondale[a]
- 2025 –  EF Education-Oatly

Bäckstedt (vanaf 1/8) · Banks · Borghesi · Erath · Doebel-Hickok · Ewers · Hammes · Honsinger · Langley · Newsom · Poidevin · Shapira · Smith · Stephens · Vallieres
Bäckstedt (tot 31/8) · Banks · Beuling (vanaf 20/4) · Borghesi · Doebel-Hickok · Ewers · Hammes · Honsinger · Jackson · Langley · Poidevin · Shapira · Smith · Stephens · Vallieres · Williams
Armitage · Borghesi · Cadzow · Emond · Ewers · Faulkner   · Henttala · Jackson · Kakita (vanaf 31/7) · Kessler · Knaven (vanaf 24/6) · Koppenburg · Labecki · Quinn · Rüegg · Stannard · Vallieres
Armitage (tot 1/4) · Berton · Borghesi · Cadzow · Christie · Emond · Ewers · Faulkner   · Henttala · Jackson · Kerbaol · Kessler · Kingma (vanaf 27/6) · Knaven · Roy · Rüegg · Vallieres · Volstad · van der Wolf